# Walter Reppe
Walter Reppe (29 juillet 1892 à Göringen, grand-duché de Saxe-Weimar-Eisenach - 26 juillet 1969 à Heidelberg, Allemagne) est un chimiste allemand qui a fortement contribué au développement de la chimie de l'acétylène.

## Formation et débuts professionnels
En 1911, Reppe commence à étudier les sciences à l'université d'Iéna, en s'orientant surtout vers la chimie. Après une interruption due à la Première Guerre mondiale, il reprend ses études à Munich sous la direction de Kurt Heinrich Meyer (1883-1952) et obtient son doctorat en 1920 avec une thèse intitulée Sur les étages de réduction des dérivés de l'acide nitrique.

## BASF
En 1921, Reppe travaille pour le laboratoire principal de la BASF. Depuis 1923, il travaille sur la déshydratation de la formamide en acide prussique dans le laboratoire spécialisé sur l'indigo, et développe son procédé en vue d'applications industrielles. En 1924, il abandonne ses recherches pendant 10 ans, pour diriger la fabrication des solvants et des matières plastiques dans le département de l'indigo. Il ne les reprend qu'en 1934. En 1937 il devient fondé de pouvoir de ce qui est maintenant l'entreprise l'IG Farben, en 1938 chef du laboratoire principal à Ludwigshafen, et en 1939 directeur de l'usine IG Farben à Ludwigshafen.

## Chimie de l'acétylène
C'est en 1928 que Reppe commence à s'intéresser à l'acétylène, gaz qui intervient dans de nombreuses réactions chimiques. Pourtant, de nombreux accidents survenaient en raison de ses propriétés explosives. Pour éviter ce danger, on l'utilisa donc en petites quantités et à basse pression. En fait, il était interdit de comprimer l'acétylène à BASF au-dessus de 1,5 bar.
Expérimenter des réactions chimiques sous basse pression n'était pas dans la tradition de la BASF car ces résultats ne pouvaient pas déboucher sur des applications industrielles. Revenant sur ce point en 1949, Reppe déclare: « Il était pourtant nécessaire de rompre avec toutes les opinions reçues et d'étudier en priorité le peu d'intérêt pour l'acétylène en prenant en compte les différents résultats expérimentaux afin de déterminer les précautions de sécurité adéquates et de prendre des mesures pour rendre plus sûres les conditions de travail dans l'industrie. » Pour travailler en toute sécurité sur l'acétylène, Reppe avait conçu des tubes à essai spéciaux, appelés « éprouvettes de Reppe », sphères inoxydable avec un bouchon à vis, permettant les expériences sous haute pression. Tous ces efforts allaient finalement déboucher sur un ensemble de réactions dépendant les unes des autres appelées « chimie de Reppe ».

## Seconde Guerre mondiale
Après la Seconde Guerre mondiale, Reppe dirige la recherche à la BASF de 1949 jusqu'à sa retraite en 1957. Il fait partie du conseil de surveillance de 1952 à 1966. En 1951, il est également professeur à l'université de Mayence et en 1952 à l'université de technologie de Darmstadt.

## Publications
- Neue Entwicklungen auf dem Gebiet der Chemie des Acetylen und Kohlenoxyds (New developments in the area of the chemistry acetylene and carbon monoxide). Springer Berlin, Göttingen, Heidelberg. 1949.  184 pages.
- (en) Reppe, W.; Schlichting, O.; Klager, K.; Toepel, T., « Cyclisierende Polymerisation von Acetylen I Über Cyclooctatetraen », Justus Liebigs Ann. Chem.,‎ 1948, p. 1-93
- (en) Reppe, W.; Schlichting, O.; Meister, H., « Cyclisierende Polymerisation von Acetylen II Über die Kohlenwasserstoffe C10H10 C12H12 Azulen », Justus Liebigs Ann. Chem.,‎ 1948, p. 93-104
- (en) Reppe, W.;  Schweckendiek W. J, « Cyclisierende Polymerisation von Acetylen III Benzol, Benzolderivate und hydroaromatische Verbindungen », Justus Liebigs Ann. Chem.,‎ 1948, p. 104-116